# 北朝鲜共产党
北朝鲜共产党是朝鲜半岛已不存在的共产党。该党的前身是成立于1945年10月的朝鲜共产党北朝鲜分局。北朝鲜分局名义上接受朝鲜共产党中央委员会领导，实际上为苏联军事占领当局及其代理人金日成所控制。1946年6月，朝鲜共产党北朝鲜分局改称北朝鲜共产党，成为完全独立的政党。同年7月，北朝鲜共产党与朝鲜新民党合并为北朝鲜劳动党。